# Museo del Antiguo Irán
El Museo del Antiguo Irán es un museo iraní localizado en Teherán. El arquitecto francés André Godard empezó la construcción del museo el 11 de mayo de 1934 por orden de Reza Shah. El edificio del museo se completó en 1937 y desde entonces se mantuvo abierto para recibir visitas. El terreno destinado al museo es de 5500 m², de los que casi la mitad (2744) fueron utilizados para la base del museo. Es uno de los dos complejos que compone el Museo Nacional de Irán.

## Edificio
El diseño del museo tenía que ser adecuado a su temática y de los objetos que alberga, así como estar enlazado a la historia y el arte de aquella tierra, por tanto, la fachada y la entrada del museo fueron hechos en el mismo estilo de Taq-i Kisra (el cual fue un palacio en Ctesifonte, la capital del Imperio sasánida). La entrada al palacio es 35 metros de alto, 50 metros de ancho y 25 metros de profundidad. Los ladrillos utilizados son de color rojo oscuro para reflejar la arquitectura sasánida. El edificio principal del museo es de tres pisos.
Los arquitectos de este edificio, Andre Godard, junto con Maxim Sirow, ambos arquitectos franceses cuyos diseños estuvieron inspirados en el Palacio de Kisra en la ciudad de Ctesiphon de la era sasánida.
La construcción del museo comenzó en el año 1934 y fue completada dentro de dos años por Haj Abbasali Memar y el profesor Morad Tabrizi. Fue inaugurado en 1937. El primer piso del museo fue dedicado a la prehistoria islámica de Irán y el segundo piso a la era pos-islámica.
Tras varias excavaciones arqueológicas y la acumulación creciente de obras en el Museo de Irán Antiguo provocó al museo dividirse en diferentes áreas, entre los años 1979 y 1991 hubo una expansión cualitativa y cuantitativa, además, se reemplazaron exhibiciones de museo, se modernizó el sistema de calefacción y el sistema eléctrico del museo. También el almacén y los tesoros fueron construidos y añadidos al museo.
En 1996, las obras de la era islámica fueron oficialmente separadas del Museo de Irán Antiguo y fueron trasladadas al edificio adyacente, el cual había sido construido en 1958.
El edificio originalmente se construyó para ser un museo de antropología. Pero después de revolución iraní, con el establecimiento de la Organización de Patrimonio Cultural y la concentración de objetos antiguos en el Museo de Irán Antiguo, se sugirió que el museo fuera renombrado al Museo Nacional de Irán y que se le añadiera el museo del Arte islámico. Finalmente, en 1996, con la apertura del Museo islámico, el complejo entero del Museo de Irán Antiguo y el Museo de la Era islámica fueron oficialmente nombrados como el Museo Nacional de Irán.

## Características
La parte más antigua del museo, construida a mano está hecho de piedras de cuarzo encontradas en la cuenca del río Kashaf Rud al este de la ciudad de Mashhad. Las piedras son de más de un millón de años. En esta sección, se encuentra un tesoro oculto de provincia de Guilán, cercano a Mahabad, el cual cuenta entre 200 y 700 000 años de antigüedad. Del periodo del Paleolítico medio, el cual coincide con la aparición de Neanderthal en Irán, además de restos de herramienta hechas de pirita o restos de fuentes de fósil animal, encontrados en las cuevas en Zagros y en la meseta iraní central como las cuevas de Bisotun y Jorramabad las cuales fueron puestos en el museo.
En el periodo de Paleolítico superior, el cual mantiene correspondencia con la expansión humana moderna en Irán, la construcción de cuchillas fue común en el sitio. Los restos humanos más viejos descubrieron en Irán se encuentran en esta sección, la cual es conocida por su diente. Este diente es el resto fósil más viejo de humanos en Irán, el cual fue descubierto en la cueva Wazma, cerca Kermanshah. Este diente pequeño, el cual se le relaciona a un niño de nueve años, de hace alrededor de 20 a 25 mil años fue descubierto por una espectroscopia de rayos gamma.
En el periodo de Paleolítico superior, la fabricación de herramientas de hueso y el uso de decoraciones personalizadas como colgantes de almohada, dientes de animales, y flores fueron también comunes en Irán. Uno de los sitios más importantes de este periodo es la cueva Yafteh en la provincia de Lorestan, la cual exhibe muchos de estos objetos en la sala del museo. Algunos ejemplares de instrumentos híbridos, la aplicación de la estratificación, y la preservación de productos alimenticios de la cueva de Ali Tappeh en Mazandaran y la cueva Shalom en Ilam las cuales están asociadas al el período de la roca metamorfoseada también pueden ser vistas en el museo.
Del Neolítico y arte romántico, obras como la arcilla iraní más vieja del cerro de Gange Darre, muestras del barro animal y humano más antiguos del cerro Sarab, y algunas herramientas de piedra son exhibidas en la sala. Cobre y piedras junto con las muestras de cerámica están pintadas y vistos en la sala, estas siendo provenientes de Shoush (Juzestán), Ismail-Abad y Cheshmeh Ali (Teherán), Taleyakon (Fars), varios de los sitios más importantes de los milenio 5 y 4 a. C.. Los patrones destacados de este periodo pueden ser vistos en el patrón simplificado de las cabras de la montaña, los cuales se encuentran en la cerámica de Ismail-Abad y Cheshmeh Ali.
Buques de Jiroft y Shahdad con diseños diversos como el de una batalla de un hombre con bestias mitológicas y el patrón de elementos geométricos, animales y vegetales son ejemplos típicos de estos buques mostrados en los escaparates. Otra obra importante de este periodo en el museo es la flor de Shahdad, la cual muestra a un hombre desnudo con sus manos en el pecho, probablemente a modo de oración. Contenedores, dispositivos de guerra, objetos decorativos, construcciones humanas y animales, incluyendo los objetos de metal de finales de la Edad del Bronce y principios de la Edad del Hierro, se muestran en la sala.
Un número de objetos mostrados en la sección de arte prehistórico pertenecen a la civilización Ilam.
De todos los periodos de la civilización Ilam, muchas de sus obras de arte han sobrevivido. El templo Chogha Zanbil es uno de los restos arquitectónicos más importantes de este periodo, con trabajos notables como la estatua de la vaca con inscripciones, tubos de vidrio, ladrillos y clones de estos, son presentados en esta sala.
Las obras en la sala atribuibles a la era Medes, son de los sitios antiguos de Nowshajan, Hasanlu, Godin, y Babajan. Durante esta era, la construcción de objetos de hierro se expandió, incluyendo a los objetos de Hasanlu, los cuales son unos de los ejemplos más prominentes en la sala. También una cerámica barnizada fue creada, un ejemplo es el vidriado de Zivia, el cual muestra a dos cabras alrededor de una flor de loto.

## Galería

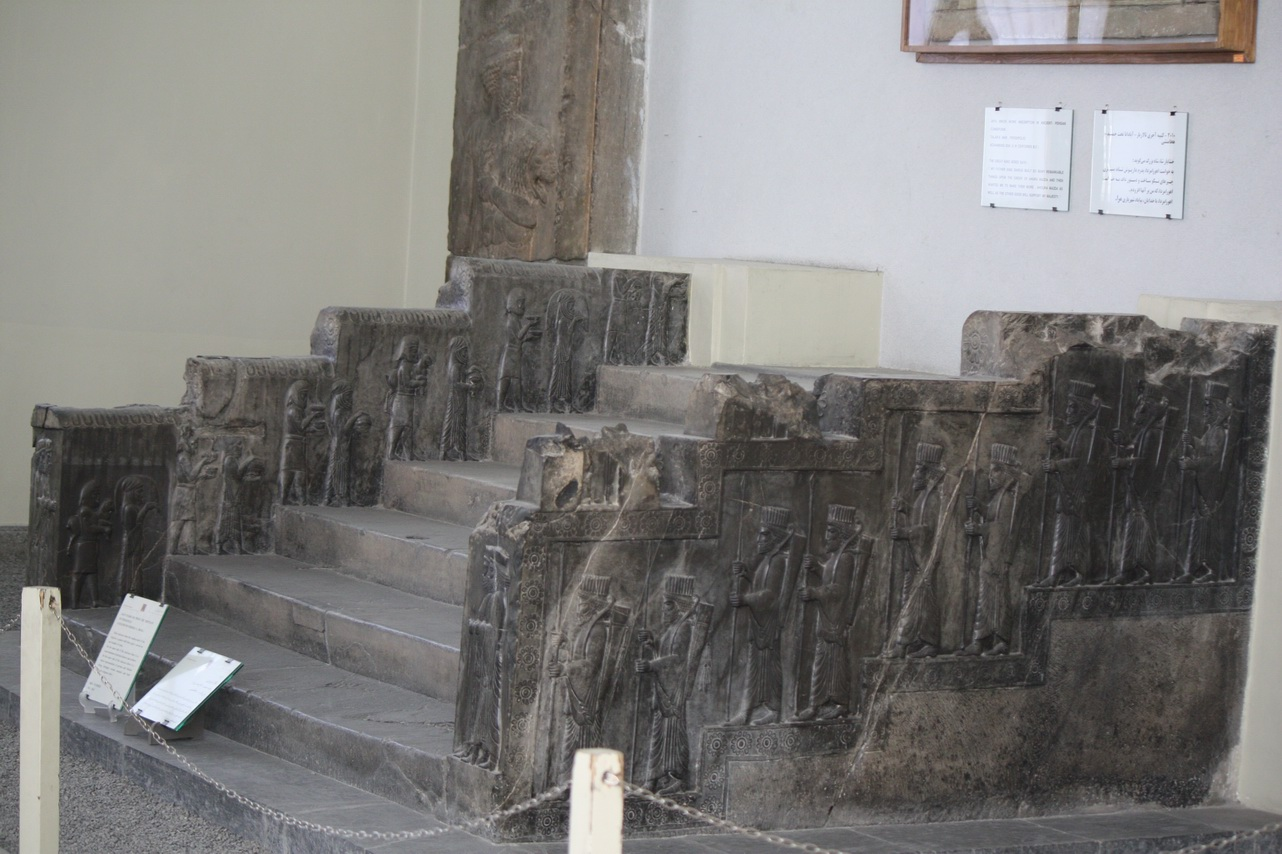
Escaleras a Persépolis
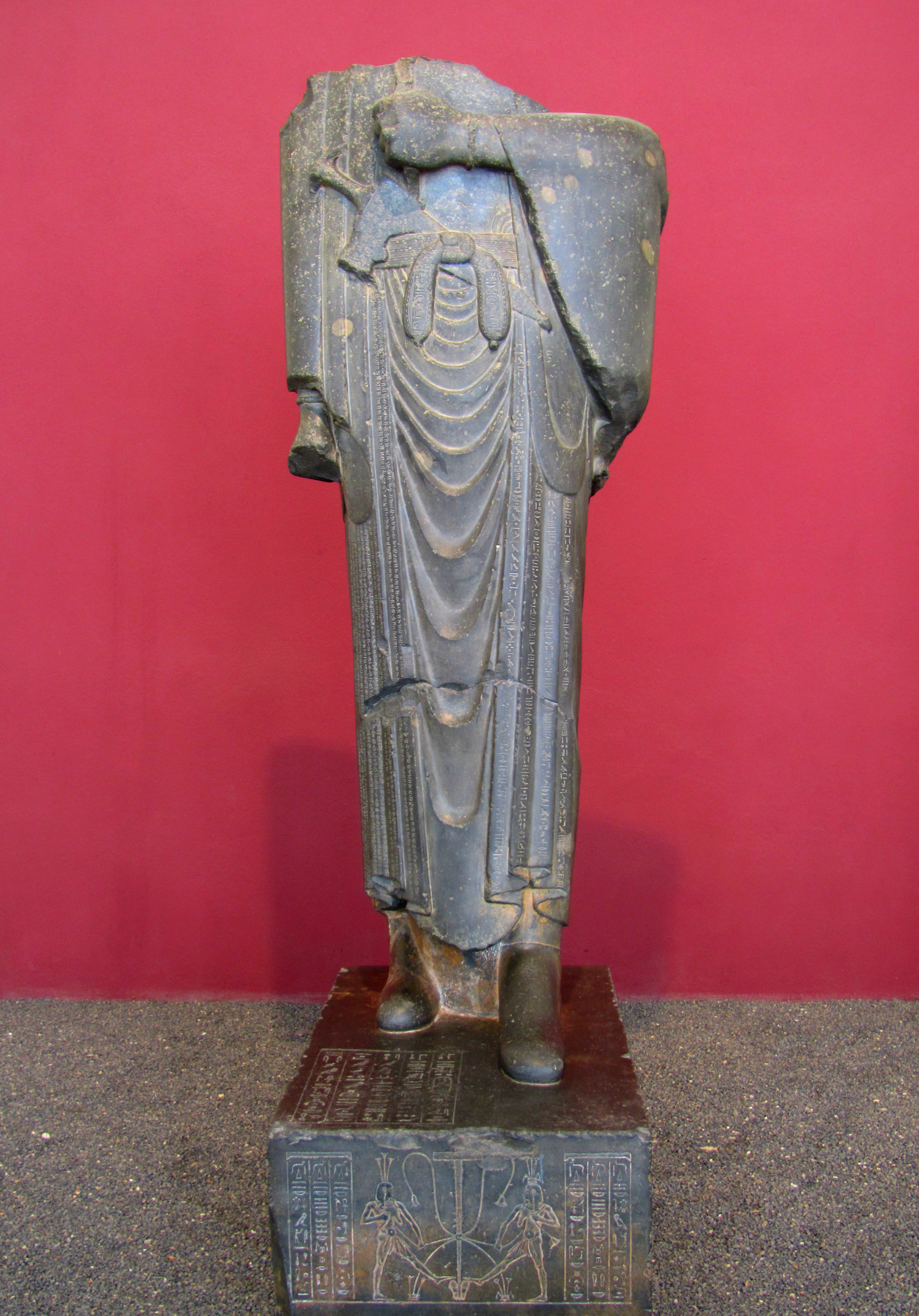
La estatua del gran Cyroos
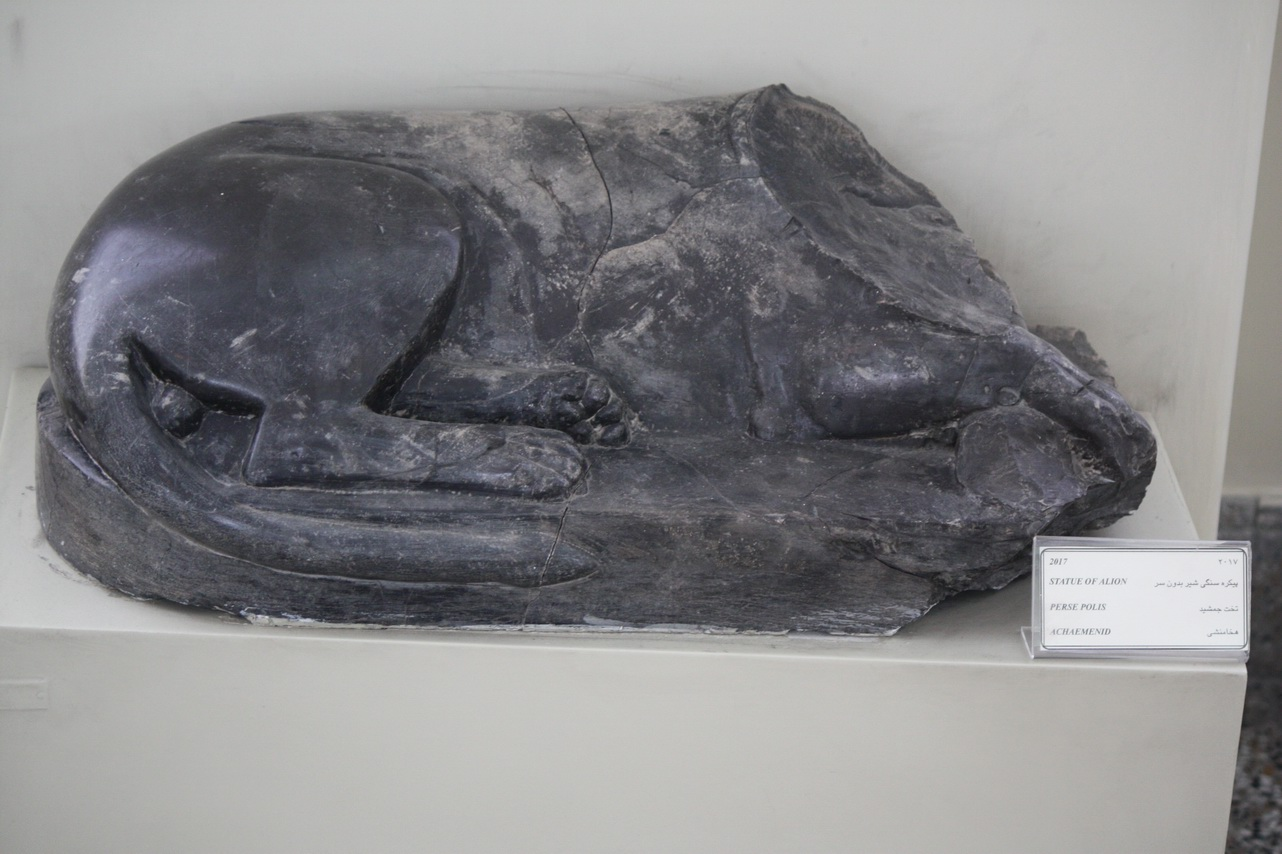
«León sin cabeza» - Achaemenid
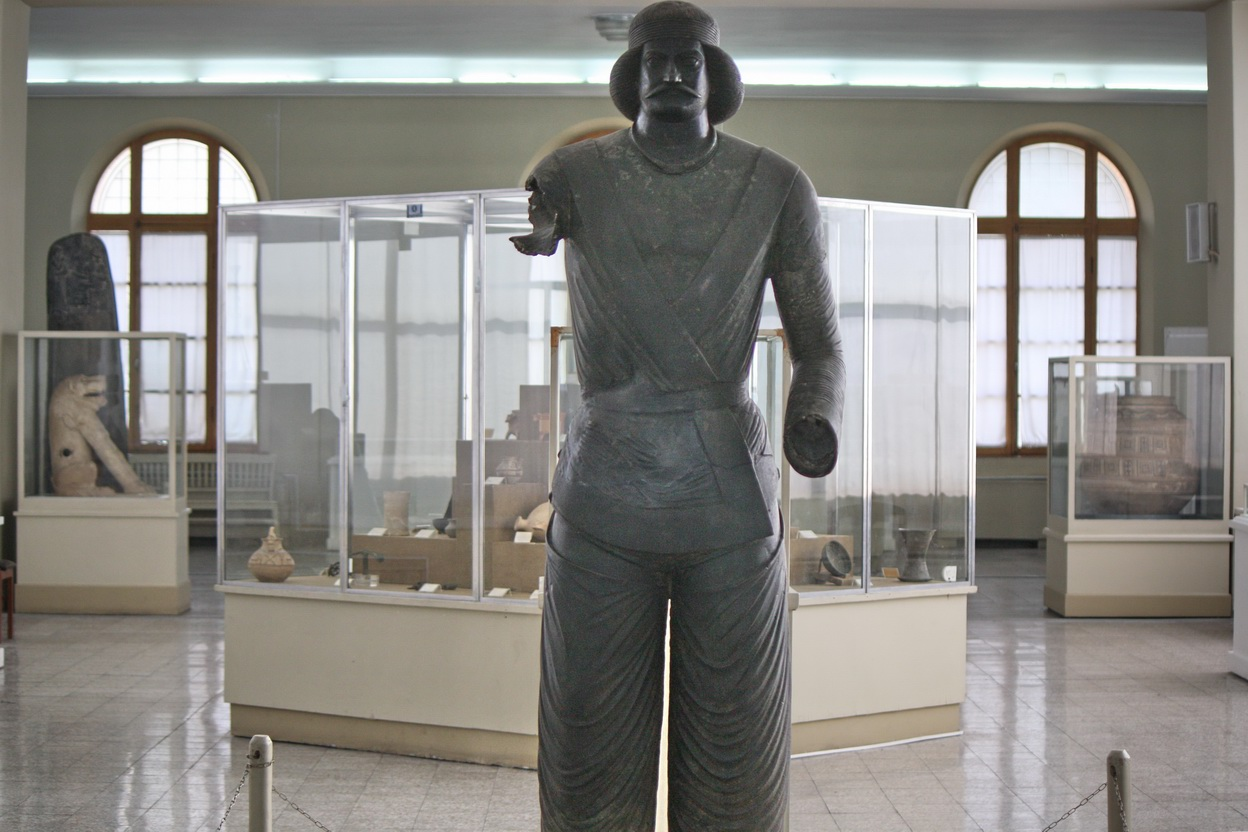
Soorna Parthian
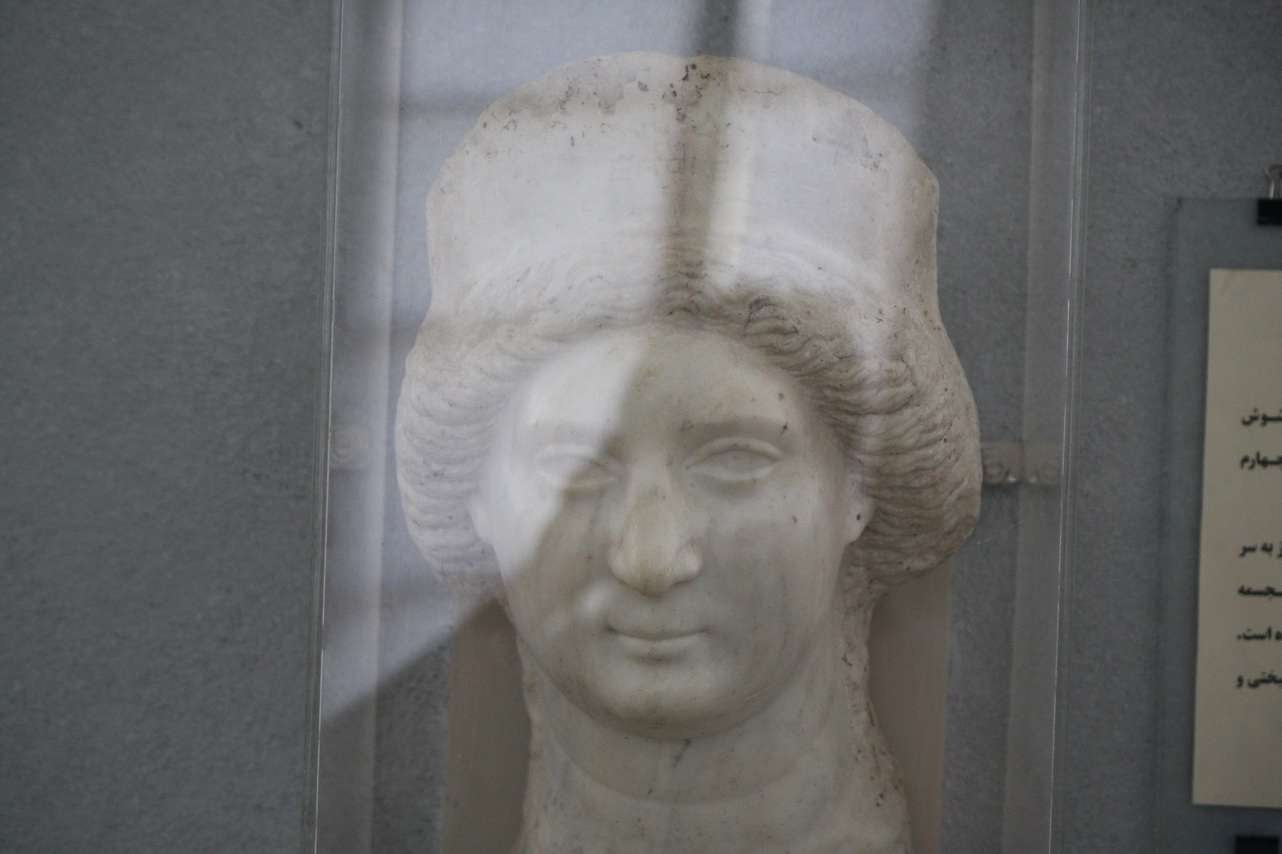
Princesa Parthian
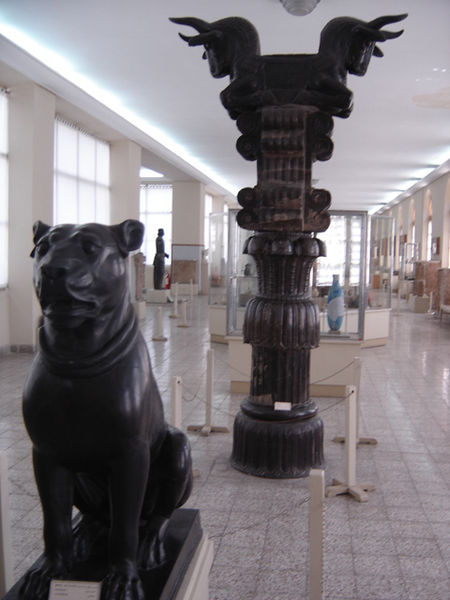
Vista del museo